# 维也纳国际
维也纳国际，正式名称是社会党国际工人联合会（德語：Internationale Arbeitsgemeinschaft Sozialistischer Parteien，缩写为IASP），又称第二半国际，是一个存在于1921年—1923年的国际政党组织。
1921年2月，该组织在维也纳成立，参加的有卡尔·考茨基领导的德国独立社会民主党、英国的独立工党等13个国家的“中派”社会党，因该组织标榜其立场处于重建后的第二国际（伯尔尼国际）和第三国际（共产国际）之间，故称“第二半国际”。该组织的纲领声称：既不像第二国际那样只限使用民主方法；也不允许像共产国际所希望的那样，要人们千篇一律地去模仿俄国工农革命。在匈牙利、德国等国革命失败后，该组织于1923年5月21日在汉堡会议上与伯尔尼国际合并为社会主义工人国际。